# Glovo
Glovo est une entreprise espagnole de livraison de repas à domicile par application mobile fondée en 2015. Depuis 2022, Glovo est une filiale de l'allemand Delivery Hero .   
Son siège se trouve à Barcelone. 

## Histoire
L'entreprise est fondée à Barcelone en 2014 par Sacha Michaud, un investisseur anglais né au Canada, et par Oscar Pierre, un ingénieur aéronautique franco-espagnol qui a travaillé pour Airbus à Toulouse.
En décembre 2019, Glovo réussit à boucler sa troisième levée de fonds en deux ans, avec 150 millions d'euros apportés essentiellement par Mubadala, fonds souverain d'Abu Dhabi.
En 2022, le livreur allemand de repas à domicile Delivery Hero annonce avoir finalisé son rachat du catalan Glovo, dont il détient désormais près de 94 % du capital.
Soupçonnant une entente commerciale entre Delivery Hero et Glovo, la Commission européenne ouvre une enquête en juillet 2024 sur les pratiques commerciales des deux sociétés. En juin 2025 Glovo  est condamnée à 106 millions d'euros par la Commission Européenne pour accord de non débauchage. Delivery Hero et Glovo se sont entendus pour ne pas chercher à débaucher le personnel de l'autre, « un cartel d'achat sur le marché du travail » comme le nommera Teresa Ribera, Commissaire européen à la Concurrence.

## Polémiques

### Mise en danger des livreurs
Après la mort d'un livreur sans papier, des centaines de livreurs manifestent spontanément devant le siège de l'entreprise.  
Plusieurs livreurs accusent l'application de leur imposer un rythme intenable, qui les met en danger.

### Travail dissimulé
En septembre 2022, la justice espagnole condamne Glovo à payer une amende de 80 millions d'euros pour travail dissimulé, en infraction avec le code du travail,.

## Implantation
Au 25 juillet 2022 : 

### Europe
- Espagne[11]
- Ukraine
- Pologne
- Moldavie
- Italie
- Bosnie-Herzégovine
- Monténégro
- Serbie
- Croatie
- Portugal
- Roumanie
- Bulgarie

### Afrique
- Maroc[12]
- Kenya [13]
- Ghana[13]
- Nigeria [13]
- Côte d'Ivoire [14]
- Ouganda[14]
- Tunisie
- Algérie

### Asie
- Arménie